# Andrzej Fiedor
Andrzej Wojciech Fiedor (* 2. Januar 1946 in Koniaków; † 24. April 2025 in Homer Glen, Illinois) war ein  polnischer Biathlet, der Ende der 1960er Jahre und zu Beginn der 1970er Jahre erfolgreich international Rennen bestritt.
Andrzej Fiedor war für WKS Legia Zakopane aktiv und wurde von Stanisława Zięby trainiert. Er gab einen herausragenden internationalen Einstand, als er bei den erstmals durchgeführten Biathlon-Juniorenweltmeisterschaften 1969 in Altenberg an der Seite von Józef Gąsienica Sobczak und Andrzej Rapacz den Titel gewann. Erste internationale Meisterschaft des ausgebildeten Landwirts wurden die Olympischen Winterspiele 1968 in Grenoble, wo er an der Seite von Józef Różak, Stanisław Łukaszczyk und Stanisław Szczepaniak in der Staffel als Viertplatzierter nur um einen Rang eine olympische Medaille verpasste.
Danach konnte er selten die in ihn gesetzten Hoffnungen erfüllen. 1971 belegte er bei den Weltmeisterschaften in Hämeenlinna Platz 32 im Einzel. Nächstes Großereignis wurden die Olympischen Winterspiele 1972 in Sapporo, wo Fiedor Platz 48 im Einzel erreichte. Zum letzten Mal startete er 1974 in Minsk bei einer WM. Im Sprint belegte er Platz 28, im Einzel Platz 26. National gewann Fiedor 1968 und 1969 den Titel mit der Staffel. Vizemeister war er 1970 mit der Staffel sowie 1968, 1970 und 1973 im Einzel.